# Teracotona natalica
Teracotona natalica är en fjärilsart som beskrevs av Heinrich Benno Möschler 1872. Teracotona natalica ingår i släktet Teracotona och familjen björnspinnare. Inga underarter finns listade i Catalogue of Life.